# گرینه
روستای گرینه از توابع بخش مرکزی شهرستان زبرخان است.

## موقعیت جغرافیایی
این روستا در ۴۰ کیلومتری شمال شرقی نیشابور در چهارده کیلومتری شمال جادهٔ اصلی (مشهد-نیشابور) و در ضلع شرقی شهر توریستی دررود و شهر زیارتی قدمگاه و در دامنهٔ کوه واقع شده‌است.

## کاربری روستا
```
گرینه یک روستای توریستی است و طبیعت گسترده دره‌های سبز زیبا و رودخانه‌ای دل‌انگیز با سرچشمه‌ها و انشعابات فراوان دارد.
```

## نام و تاریخچه
گرینه از لغت گبرینه به معنای محل زندگی زرتشتیان آمده‌است. هم‌اکنون در محل قدیمی روستا (گرینه کهنه) آثار قدیمی مثل قبر و حمام زرتشتی‌ها مشاهده می‌شود.
این روستا در طول تاریخ خود چند بار تغییر مکان داده و از محل قدیمی خود که به گرینه کهنه شهرت یافته به محلی مرتفع در روی تپه‌ای در مجاورت مکان فعلی انتقال یافت و هم‌اکنون نیز در دامنهٔ کوه قرار دارد.

## مناطق تفریحی-گردشگری
یکی از اهداف طبیعت‌گردانی که به این روستا می‌آیند صعود به قلهٔ زیبای قوچ‌گرد با ارتفاعی نزدیک به ۳۰۰۰ متر می‌باشد. دیگر مناطق پرطرفدار این روستا نظیر آبشار طبیعی «پای‌تخت»، رودخانه مرغزار، منطقهٔ بکر «چوب بند» و… می‌باشد.

## محصولات
از محصولات کشاورزی گرینه می‌توان به گندم، جو، نخود و ریواس ممتاز نیشابور و از محصولات باغداری به گیلاس، آلبالو، سیب، هلو و … اشاره نمود. عسل ممتاز کوهی و زعفران نیز یکی از محصولات مهم گرینه به‌شمار می‌رود. البته ریواس گرینه نیز از معروفیت خاصی برخوردار می‌باشد وطرفداران زیادی در جستجوی ان هستند